# Virgin Mountain
Virgin Mountain (Originaltitel: Fúsi) ist ein isländischer Film von Dagur Kári.
Seine Premiere war am 9. Februar 2015 bei den Internationalen Filmfestspielen Berlin 2015 in der Sektion „Berlinale Special“. Der deutsche Kinostart war am 12. November 2015.

## Handlung
Der 43-jährige Isländer Fúsi ist übergewichtig und lebt zu Hause bei seiner Mutter, eine Freundin hatte er noch nie. Von bösen Zungen wird er daher „Virgin Mountain“ genannt (engl. sinngemäß für „jungfräulicher Berg“). Das Leben des gutmütigen Einzelgängers ist geprägt von Routine: Tagsüber arbeitet er als Gepäckfahrer am Flughafen, abends stellt er Schlachten des Zweiten Weltkriegs mit kleinen Panzermodellen und Figuren zusammen mit einem Nachbarn nach. Auf der Arbeit wird er gehänselt und gar gewalttätig gemobbt, was er erträgt, ohne seine Hilfsbereitschaft zu verlieren. Sein freundlicher Umgang mit einem sich langweilenden zehnjährigen Nachbarsmädchen, einem Scheidungskind beim überforderten Vater, lohnt ihm der Vater, indem er ihn der Pädophilie verdächtigt.
Als Fúsi einen Tanz-Gutschein für Square Dance erhält, gerät sein Alltag aus dem Rhythmus. Er begibt sich wieder unter Menschen, was ihm zunächst nicht leicht fällt. Zu der fröhlichen Sjöfn fühlt er sich hingezogen. Es entwickelt sich eine zarte Liebesbeziehung, die für Fúsi einen großen Schritt darstellt. Besonders als sich herausstellt, dass Sjöfn manisch-depressiv ist. In ihrer depressiven Phase, sie sitzt in der Abstellkammer ihrer Wohnung, versorgt er nicht nur sie und ihre Katze, sondern er geht auch für sie arbeiten, damit sie ihren Job nicht verliert. In Sjöfns manischer Phase bekennt sie sich zu Fúsi, schläft mit ihm, will, dass er zu ihr zieht. Fúsi wagt diesen großen Sprung. Er schafft es gar, bei seiner Mutter auszuziehen und sein Schlachtfeldmodell zu zersägen. Doch dann bedeutet Sjöfn ihm, mitten im Umzug, dass sie noch nicht so weit sei. Er zieht ratlos zurück zur Mutter, wo seine "Zelte schon abgebrochen" sind.
Er renoviert für Sjöfn, die sich als Floristin eigenständig machen wollte, einen erworbenen ehemaligen Kiosk als einen Blumenladen. Er steckt ihr die Schlüssel mit einem Brief in den Briefkasten und tritt die Flugreise nach Ägypten an, die er für sie beide gebucht hatte: Fúsi, der, obwohl er auf dem Flughafen arbeitet, noch nie geflogen ist, steht vor dem bisher weitesten Sprung seines Lebens.

## Kritik
Der Filmdienst urteilte, der „bedächtige, trotz seines trockenen Humors eher traurig-elegische Film erzählt das Entwicklungsdrama eines noch nicht erwachsenen Mannes mit großer Intensität, wobei die Inszenierung geschickt stereotype Bilder und Geschichten unterläuft und ihrem beleibten Antihelden eine behutsame Wandlung gewährt“.
„Virgin Mountain“ ist eine lakonisch erzählte und dennoch berührende Charakterstudie eines beleibten, in sich gekehrten Mannes, der lernt, sich der Welt zu öffnen – in ganz kleinen Schritten.

## Auszeichnungen
Der Film erhielt beim Cairo International Film Festival 2015 die silberne Pyramide für den besten Regisseur und eine Nominierung als bester Film. Beim CPH PIX 2015 (Copenhagen International Film Festival) gewann er den Politiken’s Audience Award; außerdem gewann er den Filmpreis des Nordischen Rates 2015. Beim Tribeca Film Festival 2015 erhielt Virgin Mountain drei Preise (bester Darsteller, bester Film und bestes Drehbuch).